# براندان دونيلي (لاعب كرة قاعدة)
براندان دونيلي (بالإنجليزية: Brendan Donnelly) هو لاعب كرة قاعدة أمريكي، ولد في 4 يوليو 1971 في واشنطن العاصمة في الولايات المتحدة.

## وصلات خارجية
- براندان دونيلي على موقع دوري كرة القاعدة الرئيسي (الإنجليزية)
- براندان دونيلي على موقعبيزبول رفرنس.كوم (الدوري الرئيسي) (الإنجليزية)
- براندان دونيلي على موقعبيزبول رفرنس.كوم (الدوري الثانوي) (الإنجليزية)
- براندان دونيلي على موقع إي إس بي إن.كوم (أم.أل.بي) (الإنجليزية)
- براندان دونيلي على موقع مشجعي الرسوم البيانية (الإنجليزية)